# مالکیت عمومی
آثاری که تحت پوشش قوانین مالکیت فکری نباشند، در مالکیت عمومی یا مالکیت همگانی (به انگلیسی: public domain) قرار می‌گیرند و می‌تواند به وسیلهٔ همگان آزادانه استفاده و دربرگیرنده مسائل همگانی شود آثاری که پیش از به‌وجود آمدن قوانین حق تکثیر پدید آمده‌اند، آثاری که حق تکثیر آن‌ها به پایان رسیده است، مانند کتاب موبی‌دیک، آثاری که به وسیلهٔ مالک در مالکیت همگانی قرار گرفته‌اند و آثاری که هیچ‌گاه حق تکثیر نداشته‌اند یا حق تکثیر آن‌ها از بین رفته است، در مالکیت همگانی قرار دارند.
در حالت کلی، مالکیت عمومی ممکن است به ایده‌ها، اطلاعات و آثاری که در دسترس همگان قرار دارند اشاره داشته باشد. قانون مالکیت فکری شامل حق تکثیر، حق امتیاز و نماد بازرگانی می‌شود، در مقابل مالکیت عمومی را می‌توان ایده‌ها، اطلاعات و آثاری که در مالکیت شخصی قرار نمی‌گیرند و برای استفاده در دسترس همگان قرار دارد، تعریف کرد.

## تعریف مالکیت عمومی
اصطلاحِ «مالکیت عمومی» در قوانین ابتداییِ حق تکثیر وجود نداشت، مانند «مصوبه‌ای» که اولین قانون حق تکثیر در بریتانیا محسوب می‌شود؛ ولی مفهوم آن وجود داشت. در قرن هجدهم میلادی، حقوقدانان فرانسوی و بریتانیایی از واژه‌های publici juris یا propriété publique برای شرح آثاری که تحت پوشش حق تکثیر نبود استفاده می‌کردند.

نقاشی L.H.O.O.Q اثر مارسل دوشان که از اثر مونا لیزا اقتباس شده

## مالکیت عمومی و آثار اقتباسی
آثار اقتباسی به آثاری گفته می‌شود که در پدیدآوردن آن از آثار دیگر استفاده شود یا تغییر داده شود. برای آثار اشتقاقی نمی‌شود از آثار دارای حق تکثیر بدون اجازه از مالک حق تکثیر استفاده کرد، درحالی که از آثار تحت مالکیت عمومی می‌شود آزادانه در آثار اشتقاقی استفاده کرد. آثار هنری تحت مالکیت عمومی نیز می‌توانند به روش عکاسی یا دیگر روش‌های هنری دوباره ساخته شوند یا اثر جدیدی با استفاده از آن‌ها به وجود آورد.

## حق تکثیر مادام العمر
ممکن است بعضی از آثار هرگز به‌طور کامل در دسترس عموم قرار نگیرند. کتاب مقدس نسخه متعلق به پادشاه جیمز در بریتانیا، از حق تکثیر کرون برخوردار است.

## مالکیت عمومی در آثاری با قابلیت حق تکثیر

### آثاری که تحت پوشش حق تکثیر نیستند
آثاری که پیش از ایجاد قوانین حق تکثیر و حق امتیاز پدید آمده‌اند در مالکیت عمومی قرار دارند، ولی ترجمه‌ها یا آثار پدید آمده از آن‌ها ممکن است دارای حق تکثیر باشد.

### انقضا حق تکثیر
مدت زمان انقضای حق تکثیر در کشورها و حوزه‌های قانونی مختلف متفاوت است، برای اکثر کشورها، این مدت ۵۰ یا ۷۰ سال پس از مرگ آخرین پدیدآورنده اثر است که این مدت ممکن است در شرایط مختلف متفاوت باشد، پس از انقضای حق تکثیر، آثار در مالکیت عمومی قرار می‌گیرند. در ایران، این مدت حداکثر ۳۰ سال پس از مرگ آخرین پدیدآورنده است.

### آثار دولتی
آثار پدید آمده به وسیله حکومت فدرال ایالات متحده آمریکا و تعدادی از کشورهای دیگر مجاز به داشتن تکثیر نیستند و به همین علت در مالکیت عمومی قرار دارند.
در قوانین ایران اشاره‌ای به آثار پدید آمده به وسیله سازمان‌ها و افراد تحت پوشش دولت جمهوری اسلامی ایران نشده است و قوانین حق تکثیر به چنین آثاری تعلق نمی‌گیرد.